# Faisalabad
Faisalabad (tiếng Urdu: فیصل آباد; có tên Lyallpur cho tên 1979), là thành phố đông dân thứ ba của Pakistan, và lớn thứ nhì ở tỉnh Punjab. Về lịch sử, đây là thành phố được quy hoạch đầu tiên của Ấn Độ thuộc Anh, và từ đó đã phát triển thành một metropolis lớn. Tổng diện tích của huyện Faisalabad là 5.856 km2 (2.261 dặm vuông Anh) còn khu vực quản lý bởi Cơ quan phát triển Faisalabad (FDA) rộng 1.280 km2 (490 dặm vuông Anh).:8 Faisalabad đã phát triển thành một trung tâm công nghiệp lớn vì vị trí trung tâm của nó với các mạng lưới đường bộ, đường sắt, và đường hàng không rộng khắp. Nó được gọi là "Manchester của Pakistan". GDP (PPP) của Faisalabad năm 2013 là 43 tỷ $ (USD). GDP trung bình hằng năm của Faisalabad là 20,5 tỷ $, tính toán bởi dự án trung bình hóa GDP từ năm 2015 đến 2025.
Vùng nông thôn xung quanh, được cấp nước bởi sông Chenab, sản xuất bông, lúa mì, mía, rau củ và trái cây. Thành phố là một trung tâm công nghiệp với những xưởng đường sắt lớn, các công trình kỹ thuật và các nhà máy chế biến đường, bột và dầu hạt. Faisalabad là một nơi sản xuất siêu phosphat, vải bông và tơ lụa, hàng dệt kim, thuốc nhuộm, hóa chất công nghiệp, thức uống, quần áo, giấy, sản phẩm in ấn, dụng cụ nông nghiệp, và ghee. Phòng Thương mại và Công nghiệp Faisalabad giám sát các hoạt động công nghiệp trong thành phố và báo cáo kết quả cho Phòng Thương mại và Công nghiệp Liên bang Pakistan và chính quyền tỉnh. Thành phố có một cảng khô và một sân bay quốc tế lớn.
Faisalabad là nơi đặt Đại học Nông nghiệp, Viện Đại học Chính phủ cũng như Viện Nghiên cứu Nông nghiệp Ayub, Trường Công cộng Sư đoàn Faisalabad và Đại học dệt may quốc gia. Thành phố có đội cricket riêng, Faisalabad Wolves, với sân nhà là sân vận động Iqbal.